# Naissance en 1050
Naissance
- 1046
- 1047
- 1048
- 1049
- 1050
- 1051
- 1052
- 1053
- 1054

Cette page dresse une liste de personnalités nées au cours de l'année 1050 :
- 11 novembre : Henri IV du Saint-Empire, empereur du Saint-Empire.

- Abu al-Fadl Hasdai, vizir juif à la cour de Saragosse.
- Frédéric Ier, duc de Souabe.
- Lhachen Gyalpo (en), cinquième roi de Ladakh (Inde).
- Léopold II de Babenberg, cinquième margrave d'Autriche de la maison de Babenberg.
- Lope Iñiguez, seigneur de Biscaye.
- Pierre l'Ermite, prêcheur des croisades.
- Sanche de Uncastillo, neuvième enfant (illégitime) du roi García IV de Navarre, seigneur d’Uncastillo et Sangüesa en Espagne.
- Sven le Croisé, croisé danois.

date incertaine (vers 1050)
- Armengol IV d'Urgell, ou Ermengol IV, comte d'Urgell.
- Arwa al-Sulayhi, reine yéménite, de la dynastie des Sulayhide.
- Bertrand de Comminges, évêque et saint patron de Comminges.
- Li Tang, peintre chinois.
- Muirchertach Ua Briain, Muirchertach Mór mac Toirdhleabhach Ua Briain, roi de Munster et haut-roi d'Irlande.
- Olaf III de Norvège, roi de Norvège.
- Otton II de Zutphen, seigneur puis comte de Zutphen.
- Alipi Petcherski, mosaïste, peintre d'icônes et orfèvre russe († vers 1114).
- Roscelin de Compiègne, philosophe scolastique français, considéré comme le fondateur du nominalisme.
- Sophie de Hongrie, comtesse d'Istrie, de Carniole et duchesse de Saxe.
- Sviatopolk II, Sviatopolk Iziaslavitch, grand-prince du Rus' de Kiev de la dynastie des Riourikides.
- Turgot de Durham, archidiacre et prieur de Durham (en), évêque de Saint Andrews.
- Vidyakara (en), théologien et poète bouddhiste.
- Waltheof de Northumbrie, comte de Huntingdon, Northampton et comte de Northumbrie.

## Crédit d'auteurs
- Cet article est partiellement ou en totalité issu de l'article intitulé « 1050 » (voir la liste des auteurs).